# Limons
Limons település Franciaországban, Puy-de-Dôme megyében. Lakosainak száma 729 fő (2022. január 1.). Limons Charnat, Luzillat, Mons, Puy-Guillaume és Ris községekkel határos.

## Népesség
A település népességének változása:
| Lakosok száma | 702  | 724  | 751  | 754  | 750  | 749  | 747  | 738  | 729  |
|               | 2013 | 2015 | 2016 | 2017 | 2018 | 2019 | 2020 | 2021 | 2022 |